# Liste der weltweit größten Fast-Food-Ketten
Dies ist eine Liste der größten Fast Food-Ketten nach Anzahl von Standorten.
| Rang | Name                      | Ursprungsland          | Anzahl von Standorten | Beleg  |
| ---- | ------------------------- | ---------------------- | --------------------- | ------ |
| 1.   | McDonald’s                | Vereinigte Staaten     | 40.275                | [ 1 ]  |
| 2.   | Subway                    | Vereinigte Staaten     | 37.000                | [ 2 ]  |
| 3.   | Starbucks                 | Vereinigte Staaten     | 36.170                | [ 3 ]  |
| 4.   | Mixue Bingcheng           | Volksrepublik China    | 36.153                | [ 4 ]  |
| 5.   | Kentucky Fried Chicken    | Vereinigte Staaten     | 26.934                | [ 5 ]  |
| 6.   | Luckin Coffee             | Volksrepublik China    | 22.340                | [ 6 ]  |
| 7.   | Burger King               | Vereinigte Staaten     | 19.247                | [ 7 ]  |
| 8.   | Pizza Hut                 | Vereinigte Staaten     | 18.848                | [ 5 ]  |
| 9.   | Domino’s Pizza            | Vereinigte Staaten     | 18.381                | [ 8 ]  |
| 10.  | Dunkin’ Donuts            | Vereinigte Staaten     | 11.300                | [ 9 ]  |
| 11.  | Krispy Kreme              | Vereinigte Staaten     | 10.427                | [ 10 ] |
| 12.  | Hunt Brothers Pizza       | Vereinigte Staaten     | 8000                  | [ 11 ] |
| 13.  | Taco Bell                 | Vereinigte Staaten     | 7791                  | [ 5 ]  |
| 14.  | Dairy Queen               | Vereinigte Staaten     | 7000                  | [ 12 ] |
| 15.  | Orange Julius             | Vereinigte Staaten     | 7000                  | [ 12 ] |
| 16.  | Wendy’s                   | Vereinigte Staaten     | 6949                  | [ 13 ] |
| 17.  | Baskin-Robbins            | Vereinigte Staaten     | 6700                  | [ 14 ] |
| 18.  | Hardee’s                  | Vereinigte Staaten     | 5812                  | [ 15 ] |
| 19.  | Papa John’s Pizza         | Vereinigte Staaten     | 5650                  | [ 16 ] |
| 20.  | Little Caesars            | Vereinigte Staaten     | 5463                  | [ 17 ] |
| 21.  | Tim Hortons               | Kanada                 | 5291                  | [ 18 ] |
| 22.  | Costa Coffee              | Vereinigte Staaten     | 4000                  | [ 19 ] |
| 23.  | Wallace                   | Volksrepublik China    | 4000                  | [ 20 ] |
| 24.  | Carl’s Jr.                | Vereinigte Staaten     | 3800                  | [ 21 ] |
| 25.  | Popeyes Louisiana Kitchen | Vereinigte Staaten     | 3705                  | [ 22 ] |
| 26.  | Sonic Drive-In            | Vereinigte Staaten     | 3493                  | [ 23 ] |
| 27.  | Arby's                    | Vereinigte Staaten     | 3413                  | [ 24 ] |
| 28.  | Chipotle Mexican Grill    | Vereinigte Staaten     | 2962                  | [ 25 ] |
| 29.  | Blimpie                   | Vereinigte Staaten     | 2879                  | [ 26 ] |
| 30.  | Cold Stone Creamery       | Vereinigte Staaten     | 2879                  | [ 26 ] |
| 31.  | Jimmy John’s              | Vereinigte Staaten     | 2754                  | [ 27 ] |
| 32.  | Chick-fil-A               | Vereinigte Staaten     | 2700                  | [ 28 ] |
| 33.  | Dicos                     | Volksrepublik China    | 2500                  | [ 29 ] |
| 34.  | Jersey Mike’s Subs        | Vereinigte Staaten     | 2500                  | [ 30 ] |
| 35.  | Greggs                    | Vereinigtes Königreich | 2300                  | [ 31 ] |
| 36.  | Jack in the Box           | Vereinigte Staaten     | 2267                  | [ 32 ] |
| 37.  | Panda Express             | Vereinigte Staaten     | 2180                  | [ 33 ] |
| 38.  | Ting Hsin                 | Taiwan                 | 2160                  | [ 34 ] |
| 39.  | Pelicana Chicken          | Vereinigte Staaten     | 2000                  | [ 35 ] |
| 40.  | Wingstop                  | Vereinigte Staaten     | 1959                  | [ 36 ] |
| 41.  | Sukiya                    | Japan                  | 1946                  | [ 37 ] |
| 42.  | Pala Hamburger            | Volksrepublik China    | 1850                  | [ 38 ] |
| 43.  | Auntie Anne’s             | Vereinigte Staaten     | 1800                  | [ 39 ] |
| 44.  | Chester’s                 | Vereinigte Staaten     | 1800                  | [ 40 ] |
| 45.  | IHOP                      | Vereinigte Staaten     | 1751                  | [ 41 ] |
| 46.  | Church’s Chicken          | Vereinigte Staaten     | 1700                  | [ 42 ] |
| 47.  | MOS Burger                | Vereinigte Staaten     | 1681                  | [ 43 ] |
| 48.  | Applebee’s                | Vereinigte Staaten     | 1680                  | [ 44 ] |
| 49.  | Denny’s                   | Vereinigte Staaten     | 1640                  | [ 45 ] |
| 50.  | Cinnabon                  | Vereinigte Staaten     | 1600                  | [ 46 ] |